# Панин, Дмитрий Михайлович
Дми́трий Миха́йлович Па́нин (11 февраля 1911, Москва — 18 ноября 1987, Париж) — русский мыслитель, философ и публицист, инженер, политический заключённый.

## Биография
Родился в Москве в семье служащих. Предки со стороны отца были стрельцами. Отец Михаил Иванович Панин сдал экстерном экзамены по курсу юридического факультета Московского университета, что дало ему право на личное дворянство. Владел тремя европейскими языками. До войны 1914 года он работал присяжным поверенным, а в Первую мировую войну — служил армейским офицером. Отец умер от голода во время войны, в 1943 году. Мать — Мария Валериановна Панина — потомственная дворянка, принадлежала к старинному дворянскому роду Опряниных, окончила Екатерининский Институт благородных девиц. Последние годы своей жизни посвятила Церкви, была ярой сторонницей патриарха Тихона, умерла в 1927 году, в возрасте сорока девяти лет. Четыре сестры его отца монашествовали в монастыре города Краснослободска.
Родители Дмитрия Панина и его близкие были прихожанами Храма Девяти мучеников Кизических, который в обиходе называли Храмом Мучеников. Категорически не приняли Октябрьскую социалистическую революцию 1917 года.
До революции поступил в реальное училище. Школу и химический техникум (около 1928 года) Дмитрий Панин окончил уже при советской власти. Ввиду дворянского происхождения ему, как «лишенцу» (лишённому гражданских прав после 1917 года) нужен был для поступления в высшее учебное заведение трудовой стаж, и три года он был рабочим на Подольском цементном заводе. «Заработав» стаж, он поступил в Московский институт химического машиностроения (МИХМ). В 1936 году защитил диплом инженера-механика и был оставлен в аспирантуре. Имел ряд изобретений, окончил аспирантуру, работал конструктором конструкторского бюро № 25 Народного комиссариата боеприпасов (1937—1940).
В июле 1940 года перед защитой диссертации был арестован по доносу человека, сослуживца по МИХМу, которого он считал своим другом — инженера Клементьева, и с которым Панин свободно делился мыслями в коридоре своей коммунальной квартиры в Девятинском переулке. Дмитрия Панина осудили без суда: Особое совещание при НКВД СССР 15 марта 1941 года приговорило его за антисоветскую агитацию по статье 58-10 часть 1 Уголовного кодекса РСФСР («контрреволюционная агитация») к пяти годам исправительно-трудовых лагерей. Был отправлен в Вятлаг, где работал в механических мастерских.
19 марта 1943 года был арестован в лагере вместе с ещё двадцатью семью заключёнными по обвинению в подготовке вооружённого восстания. Фактически восстание не готовилось, однако один из заключённых говорил о таком замысле с другими, а потом на следствии сообщил об этом сотрудникам НКВД. 19 августа 1944 года Особое совещание приговорило Панина к новому сроку — 10 лет заключения. Он был переведён в Воркутлаг, где работал инженером в механических мастерских.
В октябре 1947 года после этапа и месяца в Бутырской тюрьме Панина перевели в «Марфинскую шарашку», где он познакомился со Львом Копелевым и Александром Солженицыным, который позднее изобразил Панина под фамилией Сологдин в романе «В круге первом». В шарашке занимался, в том числе, разработкой механических шифраторов, оценку которым давал высший авторитет в области дешифрации профессор Тимофеев, выведенный Солженицыным в романе под именем Челнова. На шарашке Панин проработал до 1950 года.
В июне 1950 года был этапирован вместе с А. Солженицыным на каторгу в Песчанлаг (Экибастуз). После смерти Сталина в 1953 году Панин был освобождён из заключения и отправлен на вечное поселение в ссылку в Северный Казахстан, в Кустанай.
В ноябре 1954 года, Д. М. Панин подал заявление о реабилитации. 10 декабря 1955 года Панин был «освобождён от ссылки на поселение в г. Кустанае», но не реабилитирован. Вернулся в Москву в 1956 году и в 1960-е годы работал главным конструктором проекта в научно-исследовательском институте «Стройдормаш».
В 1972 году, выйдя на пенсию, Панин принял решение уехать на Запад, чтобы иметь возможность завершить свои философские и научные работы, начатые ещё в студенческие годы. Эмигрировал вместе с женой на Запад с выездом в Италию по израильской визе. Позднее в качестве страны пребывания была выбрана Франция где он дописал и издал задуманные ещё до ареста работы, читал лекции в разных городах Франции и Европы, принимал участие в международных конгрессах и семинарах по физике, эпистемологии и биоматематике, читал философию и политэкономию в Королевском университете Кингстона в Канаде. Во Франции вместе с женой проживал в Севре — юго-западном предместье Парижа.
В 1973 году издал воспоминания о годах заключения под названием «Записки Сологдина». В 1974—1983 годах издал ряд философских работ. Разочаровался в католичестве и принял православие. В последние годы жизни Панин являлся прихожанином храма Знамения Божией Матери на бульваре Экзельман в Париже.
Скончался в Париже в ноябре 1987 года. Погребён на кладбище Сент-Женевьев-де-Буа. Реабилитирован посмертно в 1992 году.

## Убеждения
Не скрывал свою веру в Бога и принадлежность к православию ни во время переписи 1937 года, ни на двух следствиях в тюрьме и в лагере в 1940 и 1943 годах. В ходе своих размышлений и поисков к 1959 году нашёл в католицизме то, что ему не хватало в православии, и старался вобрать в свой внутренний мир опыт католичества — «Я приобщался к богатству вероучения, энциклик, традиций Западной Церкви». Миру необходим этический контроль, его прообразом Панин считал Римскую католическую Церковь. В 1971 году принял католичество вместе с Юрием Глазовым в Литве, в небольшом сельском храме около города Кедайняй. После принятия католичества не порывал связи с православной церковью. По приезде в Рим в 1972 году Панины получили на аудиенции у Папы Павла VI благословение.

Задолго до «перестройки» Панин сформулировал выстраданное своим личным опытом убеждение: 

«уязвимость системы в страшном грузе совершённых преступлений, ошибочных концепциях, ложных целях, бесконечных средствах угнетения населения, непрерывной эксплуатации трудящихся, неслыханном закрепощении крестьянства, отсталости экономики, не обеспечивающей основных нужд населения, разрывом между крайне низким уровнем жизни населения и богатством класса партийных бюрократов… Гражданские свободы и демократия в области политической жизни и частная собственность в области экономики — смерть режима» — Дмитрий Панин. Как провести революцию в умах в СССР, 1972 год.
Панин был уверен, что ВКП (б) была создана Владимиром Лениным по подобию ОПГ:

Ещё до войны как бы пелена спала с моих глаз, и я понял, что Ленин просто скопировал свою «партию нового типа» с бандитских шаек, отличавшихся:
 — беспрекословным подчинением решениям «пахана» (главаря);
 — периодическими «чистками» в поисках нарушителей воровского закона в своих рядах;
 — судами над провинившимися и кровавыми приговорами;
 — античеловеческой моралью (хорошо лишь то, что хорошо для воров);
 — противопоставлением воров «в законе» («людей», как они сами себя величают) «фраерам» (то есть массе, толпе, «мужикам»);
 — отлучением тех, кто нарушил их единство, их волчьи законы, и стремлением уничтожить этих отщепенцев («сук»);
 — особым языком, постоянными тайнами, презрением к остальному населению, которое для них лишь источник добывания жизненных благ.— Панин Дмитрий, «Лубянка — Экибастуз. Лагерные записки»

## Семья
- Первым браком (1937—1951) женат на Е. И. Голобородько, Панин называл её «светлооким ангелом»: «Жена прислала мне развод в 1951 году, когда я был в каторжном лагере в Экибастузе»[9][10][11].
  - Сын — Сергей (1940—2012)
- Второй брак (с 8 февраля 1972 года, поначалу фиктивный для выезда из СССР[12][13]) с Иссой Яковлевной Гинзберг-Черняк (Паниной, 19 октября 1922 — 18 марта 2004), преподавателем французского языка. В первом браке замужем за  переводчиком Н. В. Наумовым; их сын Владимир Наумов (псевдоним Jacques Petiver, род. 23 февраля 1950), поэт, переводчик, жил с матерью и Д. М. Паниным во Франции. Добровольцем ушла на фронт, служила в войсковой разведке, позднее преподавала французский язык в Институте иностранных языков[14]. Хранитель архива мужа, содействовала изданию в России его философских работ в четырёх томах (издательство «Радуга»), участвовала в создании документального фильма «Дмитрий Панин» (1992).

От рождения и до своего ареста проживал в доме Паниных по адресу Большой Девятинский переулок, дом 3.

В 1956—1961 годах, после возвращения из ссылки в Москву, проживал у сестры, Александры Ильиничны Черкасовой на улице Сивцев Вражек.

В 1961—1965 годах жил в Вострякове под Москвой, где снимал комнату.

## На смерть Панина
В нём было нечто от средневекового рыцаря, смолоду посвятившего себя, служению Богу и Прекрасной Даме — для Панина ею была Россия — и никогда не нарушившего своих обетов.
— констатировал в некрологе журнал «Континент» в ноябре 1987 года.

## Основные работы
- 1972 — «Как провести революцию в умах в СССР Архивная копия от 13 июня 2018 на Wayback Machine» ()
- 1973 — «Лубянка — Экибастуз» (первая публикация в Париже, в первоначальном варианте под названием «Записки Сологдина»)
- 1975 — «Солженицын и действительность» (первая публикация в Париже)
- 1976 — «Вселенная глазами современного человека» (первая публикация в Турне)
- 1977 — «Мир-маятник» (первая публикация в Турне)
- 1978 — «Le marxisme est-il un materialisme?», revue Le choix, 1978, Paris.
- 1982 — «Теория густот. Опыт христианской философии конца XX века» (1982)
- [уточнить] — «Механика на квантовом уровне» (первая публикация [уточнить])
- 1987 — «Держава Созидателей» (первая публикация 1993)

## Печатные издания
- Лубянка — Экибастуз. — М.: РИК «Милосердие», 1990. — ISBN 5-85828-001-3
- Лубянка — Экибастуз. — М.: Скифы, 1991. — ISBN 5-8230-0027-8
- Теория густот. — М.: Мысль, 1993. — ISBN 5-244-00720-3
- Мысли о разном (комплект из 2 книг). — М.: Радуга, 1998. — ISBN 5-05-004623-8
- Собрание сочинений в 4 томах:
  - Т. 1. Лубянка-Экибастуз. — М.: Радуга, 2001. — ISBN 5-05-005016-2
  - Т. 2. Теория густот. Механика на квантовом уровне. — М.: Радуга, 2001. — ISBN 5-05-005017-0
  - Т. 3. Политическая экономия на энергетической основе. Держава Созидателей. — М.: Радуга, 2001. — ISBN 5-05-005018-9
  - Т. 4. Мысли о разном, статьи, письма. — М.: Радуга, 2001. — ISBN 5-05-005019-7
- Панин Д. М. В человеках благоволение: Философия. Социология / Сост., предисл. Иссы Паниной. — М.: Издательское предприятие «Обновление», 1991. — 416 с. «Д. Панин»